# موتولاکشمی ردی
موتولاکشمی ردی (به انگلیسی: Muthulakshmi Reddy؛ ۳۰ ژوئیه ۱۸۸۶–۲۲ ژوئیه ۱۹۶۸) یک زن پزشک اهل هند بود. او یک فعال حقوق زنان و اصلاح طلب اجتماعی بود.
او اولین دانشجوی دختر پذیرفته‌شده در مؤسسات معتبر هند، و اولین زنی بود که به‌عنوان جراح در یک بیمارستان دولتی کار کرد و اولین قانون‌گذار زن در تاریخ هند بریتانیا شد.
موتولاکشمی ردی در سال ۱۹۲۶ به شورای قانون‌گذاری مدرس (چنای امروزی) وارد شد. این نامزدی آغاز تلاش او برای «اعتلای حقوق زنان و حذف آزارهای اجتماعی و تلاش برای برابری در معیارهای اخلاقی» تا به آخر عمر بود. او که با نابرابری جنسیتی مبارزه می‌کرد، از تلاش‌های گاندی برای استقلال هند حمایت کرد.

## زندگی
موتولاکشمی در سال ۱۸۸۳ در ایالت جنوبی شاهزاده پودوکوتای تامیل نادو به‌دنیا آمد. با وجود محدودیت‌های مختلفی که دختران در هند در آن زمان با آن مواجه بودند او به‌عنوان یک دختر جوان، در برابر خواسته والدینش برای ازدواج زودهنگام مقاومت کرد و آن‌ها را متقاعد کرد که مستحق تحصیل است. او پس از گذراندن امتحانات، به کالج مهاراجا رفت، که قبلاً یک مدرسه پسرانه بود. علی‌رغم تهدیدهای دانش‌آموزان مبنی بر اخراج از مدرسه، او بورسیه تحصیلی گرفت و با درجه ممتاز فارغ‌التحصیل شد و اولین دانشجوی دختر در کالج پزشکی مدرس شد. به این ترتیب او تحصیلات عالی خود را به پایان رساند و در حرفه پزشکی پذیرفته شد. در سال ۱۹۰۷، او به کالج پزشکی مدرس پیوست و در آن‌جا به رکورد علمی درخشانی دست یافت. با چندین مدال طلا و جایزه در سال ۱۹۱۲ فارغ‌التحصیل شد و یکی از اولین پزشکان زن در هند شد.
اندکی بعد، او تحت‌تأثیر آنی بسانت و سپس مهاتما گاندی قرار گرفت. او طبابت را رها کرد و به شورای قانون‌گذاری مدارس پیوست، و در آن‌جا برای افزایش سن قانونی ازدواج و مبارزه با استثمار دختران فعالیت کرد.
نام او در چندین عنوان برای اولین بار مطرح است: اولین دانشجوی دختری که در کالج مردانه پذیرفته شد، اولین زن جراح خانه در بیمارستان دولتی زایشگاه و چشم‌پزشکی، اولین زن قانون‌گذار در هند بریتانیا، اولین رئیس سازمان اجتماعی دولتی هند. عضو هیئت مشورتی رفاه، اولین زن معاون رئیس شورای قانون‌گذاری، و اولین رئیس زن شرکت مدارس اووی هوم (Avvai Home).
او پس از از دست دادن خواهر خود به‌دلیل سرطان، مؤسسه سرطان آدایار را در سال ۱۹۵۴ راه‌اندازی کرد، که یکی از معتبرترین مراکز انکولوژی در جهان است و هر ساله حدود ۸۰٫۰۰۰ بیمار را درمان می‌کند.

## زندگی شخصی
موتولاکشمی در سال ۱۹۱۴، زمانی که بیست و هشت ساله بود با ساندارا ردی (Sundara Reddy) با این قید ازدواج کرد که او قول داده بود «همیشه به او به‌عنوان یک فرد برابر احترام بگذارد و هرگز از خواسته‌های او عبور نکند.» آن‌ها مطابق با قانون ازدواج بومی ۱۸۷۲ ازدواج کردند. او پس از ازدواج با ساندارا ردی نام خانوادگی خود را به ردی تغییر داد.
جمینی گانسان، بازیگر معروف تامیل، پسر برادر موتولاکشمی ردی راماسامی است.

## جوایز و تالیفات

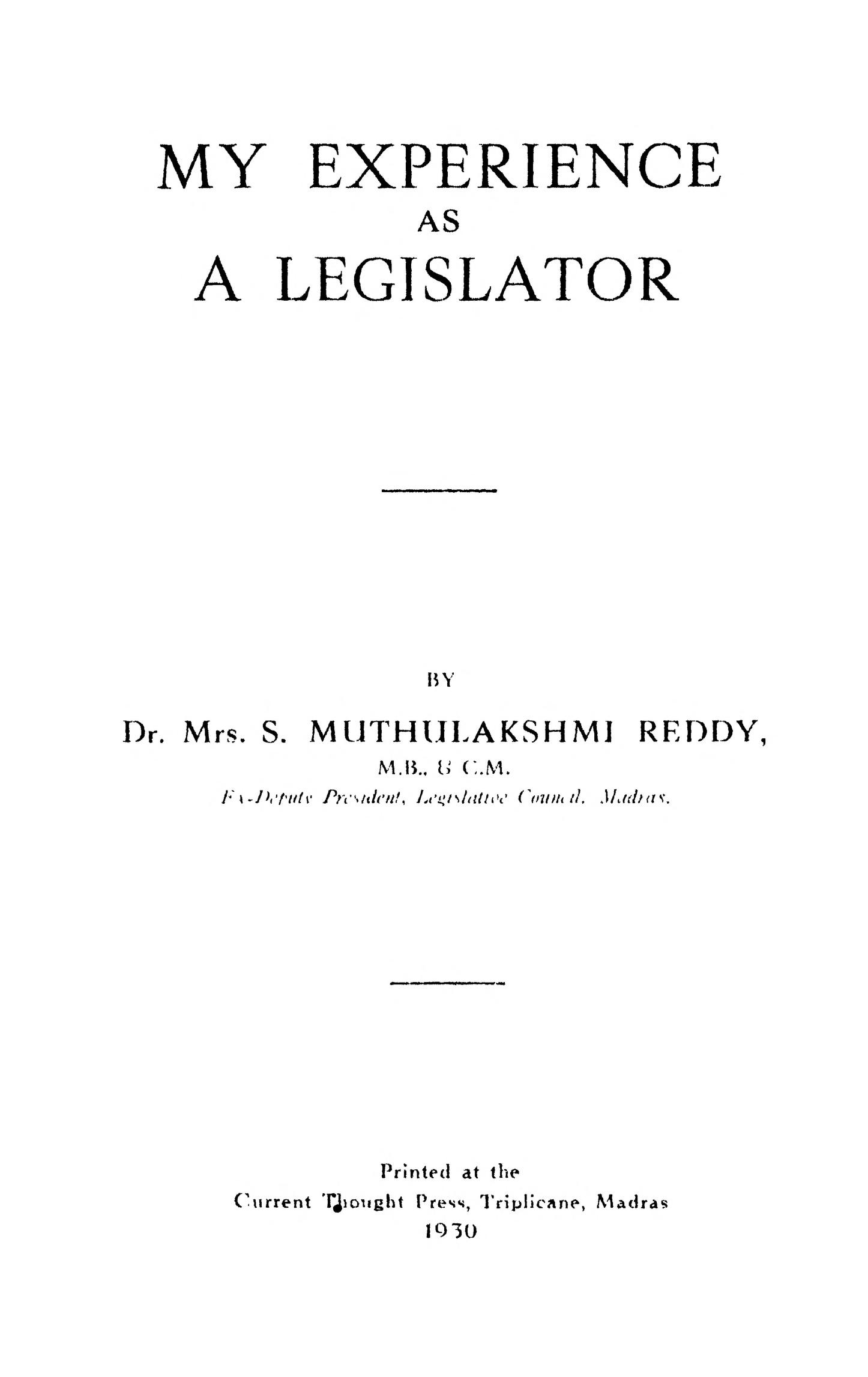
صفحه عنوان تجربیات من به عنوان قانونگذار نوشته موثولاکشمی ردی 1930

کتاب «تجربه من به‌عنوان قانون‌گذار» ابتکارات او را در رابطه با اصلاحات اجتماعی که توسط او در مجلس قانون‌گذاری مدارس انجام شد، بازگو می‌کند.
در سال ۱۹۵۶ دولت هند به پاس خدمات شایسته‌اش به ملت نشان پادما بوشان را به او اعطا کرد.
ردی الهام‌بخش جایزه‌ای بود که به زنانی که در زمینه پیش‌گیری از سرطان خدمت کرده‌اند اعطا می‌شود.

## بزرگداشت
در ۳۰ ژوئیه ۲۰۱۹، گوگل یک دودل را در بزرگداشت تولد ۱۳۳ سالگی او ارائه کرد.
در سال ۲۰۲۲ یک مونوگراف نوشته «وی‌آر دویکا» (VR Devika) منتشر شد به نام، «موتولاکشمی ردی— پیشرو در جراحی و حقوق زنان»، که بر کمک‌های این پزشک افسانه‌ای، اصلاح‌طلب اجتماعی و فمینیست در توسعه امور زنان در هند تأکید داشت.